# Goiânia 2
Goiânia 2 é um bairro da região norte da cidade brasileira de Goiânia, próxima à Avenida Perimetral Norte, a Universidade Federal de Goiás a uma filial da Unilever e um pequeno rio que tem sua foz na Usina Jaó. É considerado um bairro tranquilo e de fácil acesso às principais regiões da cidade. O bairro possui mais de 25 anos e começou com uma empresa privada (no caso a Encol) na qual queria criar um condomínio fechado, mas a empresa acabou indo a falência, o que fez com que o bairro se tornasse o que é hoje.
Por estar próximo ao Aeroporto Internacional Santa Genoveva já ocorreram acidentes com aviões no bairro.
O bairro passou a contar recentemente com um parque ecológico de grande porte, onde se encontra diversos equipamentos para ginástica, quiosques e dois lagos.
Segundo dados do Instituto Brasileiro de Geografia e Estatística (IBGE), divulgados pela prefeitura, no Censo 2010 a população do Goiânia era de 5 900 pessoas e conta com a maior área dentre todos os bairros da região norte, com o valor de 5,19 km².